# Marina Kartashova
Marina Kartashova –en ruso, Марина Карташова– (1974) es una deportista rusa que compitió en halterofilia. Ganó una medalla de bronce en el Campeonato Europeo de Halterofilia de 1995, en la categoría de 54 kg.

## Palmarés internacional
| Campeonato Europeo | Campeonato Europeo  | Campeonato Europeo | Campeonato Europeo |
| Año                | Lugar               | Medalla            | Categoría          |
| ------------------ | ------------------- | ------------------ | ------------------ |
| 1995               | Beer Sheva (Israel) | Medalla de bronce  | 54 kg              |